# وزارة الزراعة (لبنان)

الموقع الجغرافي ل لبنان على المستديرة الأرضية (كوكب الأرض). يعتبر لبنان جزءا جغرافيا وكيانا سياسيا وثقافيا من الشام، والشرق الأوسط وشمال إفريقيا والجنوب المتوسطي بشكل عام، ومن مناطق الهلال الخصيب التي عرفت ظهور النشاط الزراعي مبكرا، ومنشأ الأبجدية والحضارة الفينيقية القديمة

وزارة الزراعة هي المؤسسة الحكومية في لبنان التي تُعنى بالحفاظ وتطوير وإدارة شؤون القطاع الزراعي في البلد، وهي المسؤولة عن صياغة الإطار الاستراتيجي للقطاع الزراعي ووضع السياسات والبرامج العملية للنهوض بهذا القطاع ووضع الكفاءات والأطر القانونية والتشريعية المنظّمة له والمديرة للقطاع، وتأمين البنى التحتية وتطويرها لتسهيل عمليات الاستثمار والإنتاج والتسويق وانخراط أكبر شريحة ممكنة من اللبنانيين فيها.
تقع على عاتق الوزارة مسؤولية السهر على تنفيذ وتحديث القوانين ضمن صلاحيتها، ومسؤولية التنسيق مع الوزارات والإدارات العامة في الحكومة، والتعاون والتنسيق وبناء شراكات وتبادل الخبرات والتجارب والتقنيات مع المنظمات العربية والإقليمية والدولية والجهات غير الحكومية والقطاع الخاص لخدمة الفلاح اللبناني والاقتصاد الوطني وتحقيق الأمن الغذائي وتنمية مستدامة.
وتقع على عاتقها مسؤولية الدفاع عن مصالح الفلاح اللبناني والقطاع الزراعي اللبناني في الاتفاقيات التجارية والاتفاقيات العربية والإقليمية والدولية.

## وزارة الزراعة في التنمية المستدامة
تنوط بالوزارة مسؤولية أساسية في التنمية لما لها من ارتباطات مباشرة مع القطاعات الأخرى وتأثير مباشر في الاقتصاد الاجتماعي وعلى البيئة، يتمثل الدور المنوط بها في إدارة الموارد الطبيعية للوطن اللبناني، (كاستصلاح الأراضي الزراعية، وتطوير وإدارة مياه وتقنيات الري، وحماية وإدارة الغابات والأحراج واستثمار الثروة السمكية والمراعي، والتخطيط والتنسيق وتنفيد برامج التنمية القروية وتعزيز دور المرأة والشباب، وتعليم ومساعدة المرأة الريفية، وكل ما يمكن أن يجعل من القطاع الزراعي في لبنان قطاعا مرنا يستفيد من المميزات الجغرافية والمناخية التي تغني وترفع من الإنتاج الزراعي للاستهلاك الوطني وترفع من الجودة والقوة التنافسية للتصدير في الأسواق الإقليمية والدولية.
وتتصدر الزراعة في لبنان ثالث أهم القطاعات الاقتصادية في البلاد بعد قطاع الخدمات والصناعة. حيث يُساهم هذا القطاع بقرابة 7% من الناتج المحلي الإجمالي، ويؤمن دخلا لحوالي 15% من السكان.

## لمحة تاريخية
في عام 1955 صدر المرسوم الإشتراعي رقم 31 تاريخ 18/1/1955 الذي حدّد مهام وزارة الزراعة. في عام 1994 صدر المرسوم الإشتراعي رقم 5246 تاريخ 5/6/1994 المعمول به حاليّاً والذي قضى بتنظيم وزارة الزراعة.

## طالع
- اقتصاد لبنان
- وزارة الاقتصاد والتجارة (لبنان)
- وزارة المهجرين (لبنان)

## عناوين خارجية
الموقع الرسمي لوزارة الزراعة اللبنانية